# Sonho de Natal
A Sonho de Natal (többes száma: Sonhos de Natal) (magyarul: karácsonyi álom) tipikus portugál étel, melyet hagyományosan karácsonykor fogyasztanak.

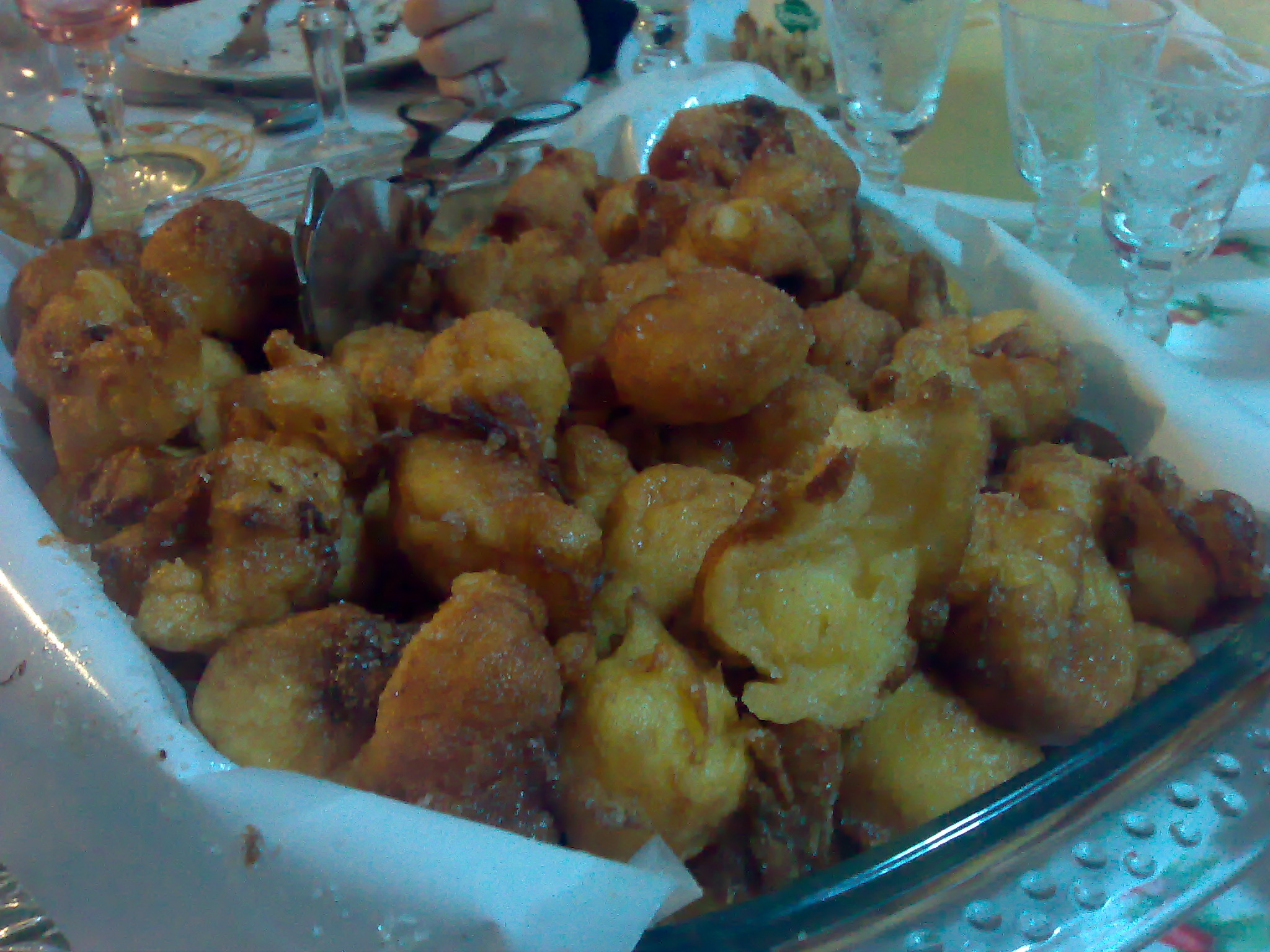
A Sonho de Natal

## Jellemzői
A Sonho de Natal olajban sütött édesség, mely gömbölyded formájú, külseje szilárd, míg belseje lágy, puha. 

## Hozzávalók
Hozzávalói közé tartozik a tej, a citromhéj, a só, a búzaliszt, a tojás és a sütéshez használt olaj. 

## Elkészítése
Tésztáját többféleképpen el lehet készíteni, de minden esetben a tejet és a citromhéjat összekeverik a liszttel és a tojássárgájával. Süssük addig, míg külseje aranybarna nem lesz, majd elkészülte után tegyük tányérra és hagyjuk kihűlni. Sütés közben a tészta megdagad a sütőben.
Tálalható porcukorral meghintve.
Hasonló portugál karácsonyi édesség még a Filhós.

## Fordítás
Ez a szócikk részben vagy egészben  a   Sonho de Natal című portugál Wikipédia-szócikk ezen változatának fordításán alapul.  Az eredeti cikk szerkesztőit annak laptörténete sorolja fel. Ez a jelzés csupán a megfogalmazás eredetét és a szerzői jogokat jelzi, nem szolgál a cikkben szereplő információk forrásmegjelöléseként.